# Versuchsträger Gesamtschutz

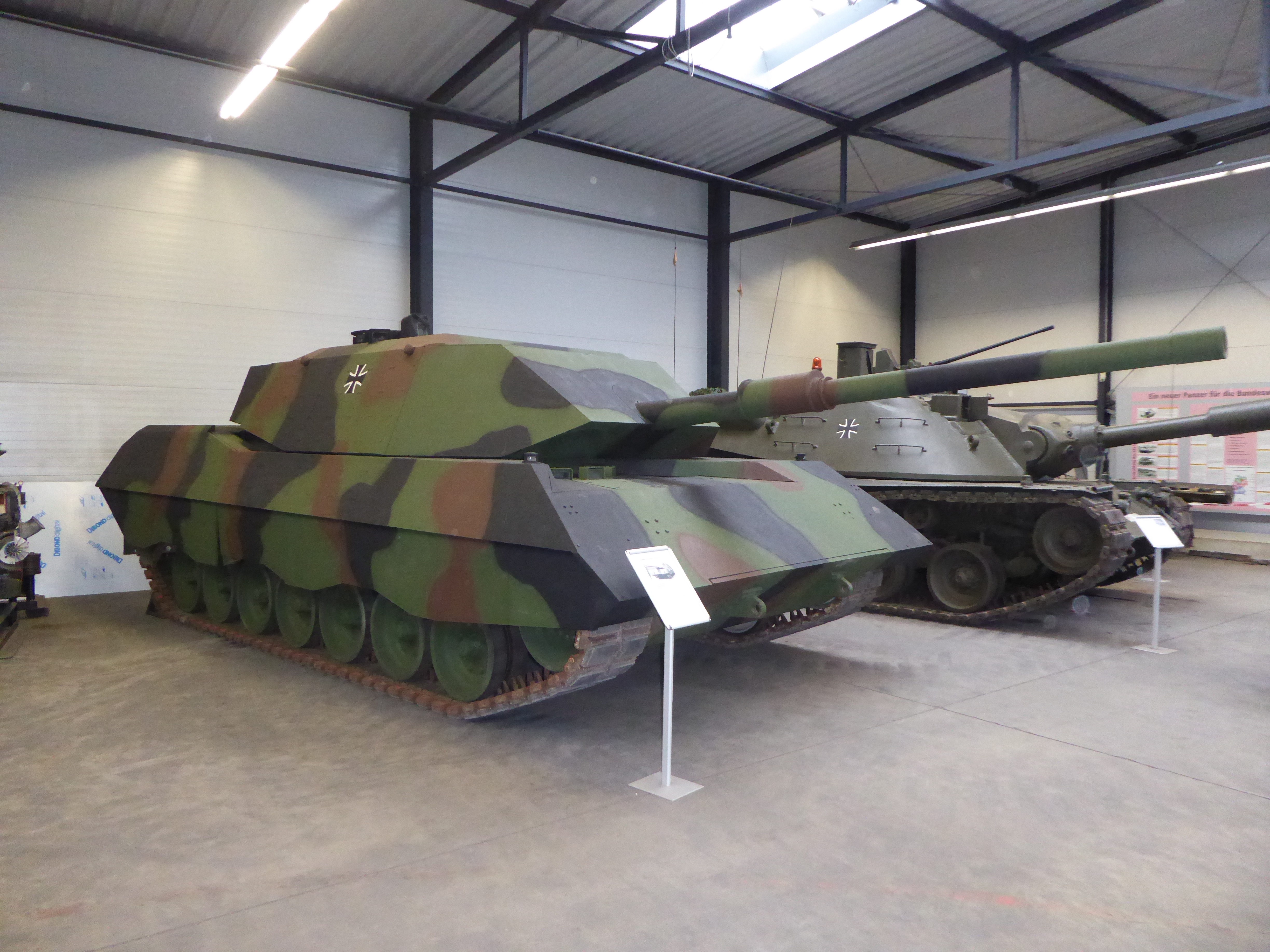
VTGS im Panzermuseum Munster

Der Versuchsträger Gesamtschutz (VTGS) ist ein Panzer-Prototyp der Bundeswehr, welcher als Versuchsträger zum Untersuchen verschiedener, neuartiger Schutzeinrichtungen an einem Panzer Mitte der 1980er Jahre entworfen und von der Firma Pietzsch GmbH in Schlangen bei Paderborn gebaut wurde. Mit den Schutzeinrichtung wurden Maßnahmen zur Reduzierung der Radar- und Infrarotsignatur untersucht und erfolgreich umgesetzt.

## Technik
Das Fahrgestell stammt von einem Kampfpanzer Leopard 1A3. Um anstelle der seitlichen Flachkühler eine signaturverbessernde Ringkühlanlage verbauen zu können, musste das Getriebe entsprechend modifiziert werden. Die aufgrund der verbesserten Kühlanlage deutlich kühleren Abgase konnten über die gesamte Heckbreite diffus verteilt unter einer Abschirmung abgegeben werden, was die Infrarotsignatur infolge der verteilteren und geringeren Wärmeabgabe gegenüber dem Leopard 1 deutlich verbesserte. Die zusätzlichen Panzerplatten wurden mit Schockabsorbern auf die vorhandene Panzerung aufgesetzt, wodurch der darunter befindliche Luftspalt zusätzlich die entstehende Motor- und Abgaswärme aufgrund der geringen Wärmeleitfähigkeit versteckt.
Die für Radarstrahlung entscheidende effektive Reflexionsfläche sollte mittels verbesserter Oberflächenbeschaffenheit deutlich verkleinert werden. Sämtliche Oberflächen wurden daher in Tarnkappentechnik gestaltet, um die Ortung mittels Radar zu erschweren. Die Oberflächen wurden aus möglichst großen, ebenen Flächen mit wenig Kanten, Ecken, Winkeln, Spalten und Unebenheiten wie z. B. den typischen Anbauteilen eines damaligen Panzers gestaltet und mit einer Tarnkappenbeschichtung versehen. Farblich wurde der Panzer in 3-Farb-Flecktarnmuster gestaltet, was bei Panzern zur damaligen Zeit recht neu und wenig verbreitet war.

## Geschichte
Der VTGS wurde Mitte der 1980er Jahre als Einzelstück entworfen und von der Firma Pietzsch GmbH in Schlangen bei Paderborn gebaut, um ihn entsprechend dem neuen Schutzgedanken einer Grundlagenuntersuchung zu unterziehen. Die daraus gewonnenen Erkenntnisse flossen später in die Entwicklung und Konstruktion der Fahrzeuge Puma und GTK Boxer mit ein. Der Panzer stand über Jahrzehnte in einer Lagerhalle und wurde 2019 an das Panzermuseum Munster übergeben.